# Gonodontis cleliaria
Gonodontis cleliaria är en fjärilsart som beskrevs av Jacob Hübner 1823. Gonodontis cleliaria ingår i släktet Gonodontis och familjen mätare. Inga underarter finns listade i Catalogue of Life.